# Polyrhachis murina
Polyrhachis murina är en myrart som beskrevs av Carlo Emery 1893. Polyrhachis murina ingår i släktet Polyrhachis och familjen myror.

## Underarter
Arten delas in i följande underarter:
- P. m. murina
- P. m. selecta